# Piccolo Teatro di Milano
El Piccolo Teatro di Milano (Teatro d'Europa por un decreto ministerial de 1991), fue fundado en Milán en 1947 por Paolo Grassi, Mario Apollonio, Virgilio Tosi, Nina Vinchi y Giorgio Strehler. Grassi y Strehler lo dirigen juntos hasta 1967 y luego solo Paolo Grassi hasta 1972.
El "Piccolo Teatro"  constituye la primera organización estable de la escena italiana siendo el primer teatro folclórico milanés y, a la vez, uno de los más modernos de la ciudad.
Su gran tarea es la de ser un teatro de arte para todos con un repertorio internacional y nacional pero manteniendo e investigando las raíces propias, poniendo en primer lugar la formación de un nuevo actor.
Su alta calidad estética y su novedosa organización serán los puntos principales de excelencia del "Piccolo Teatro" y el ejemplo de una nueva manera de hacer teatro.